# Loßbruch
Loßbruch is een plaats in de Duitse gemeente Detmold, deelstaat Noordrijn-Westfalen, en telt 826 inwoners (2006).